# شانتال شود دي سيلانز
شانتال شودي دي سيلانس (بالإنجليزية: Chantal Chaudé de Silans)، (9 مارس 1919 - 5 سبتمبر 2001)، هي لاعبة شطرنج فرنسية بارزة.
بدأت تعلم الشطرنج في سن التاسعة على يد شقيقها، البارون دي سيلانس، الذي أصبح لاحقًا هاويًا متمكنًا. في عام 1932، وهي في الثالثة عشرة من عمرها، شاركت في أول بطولة فرنسية للسيدات، وتمكنت في عام 1936، بعمر السابعة عشرة، من الفوز بالبطولة.
تزوجت شانتال في عام 1939 من برنارد شودي وانتقلت معه إلى المغرب بسبب ظروف الحرب العالمية الثانية. عادت إلى فرنسا عام 1942، وسرعان ما انضمت إلى صفوف المقاومة الفرنسية.
مثّلت فرنسا في بطولة موسكو بين عامي 1949 و1950. وعلى الرغم من كونها أمًا لأربعة أطفال، شاركت لاحقًا في بطولة العالم للسيدات أعوام 1952 و1955 (في موسكو)، ثم عام 1961 (في فرنياتشكا بانيا)، حيث حققت مراكز متقدمة، من بينها المركز الثامن، والتعادل على المركزين العاشر والحادي عشر. كما دخلت التاريخ عام 1950 عندما أصبحت أول امرأة تشارك في أولمبياد الشطرنج (الدورة التاسعة في دوبروفنيك). وكانت كذلك أول امرأة تنافس في البطولة الفرنسية المفتوحة للشطرنج، حيث احتلت المركز السابع عام 1947.
في عام 1970، وبعد وفاة جين باي-تايليس، تولّت شانتال رئاسة نادي الشطرنج "باريس كايسا"، وأدارته تطوّعًا لأكثر من ثلاثين عامًا. ساهم النادي خلال إدارتها في صقل مواهب عديدة تحوّلت إلى نجوم بارزين في اللعبة، من بينهم أوليفييه رينه، إيلوي ريلانج، مانويل أبيسيلا، إيغور ناتاف، وجويل لاوتير.
مُنحت لقب «أستاذ دولي في الشطرنج» سنة 1950.

## وصلات خارجية
- شانتال شود دي سيلانز على موقع مباريات الشطرنج (الإنجليزية)
- شانتال شود دي سيلانز على موقع 365Chess.com (الإنجليزية)
- شانتال شود دي سيلانز على موقع Chesstempo.com (الإنجليزية)
- شانتال شود دي سيلانز سجل أولمبياد الشطرنج على موقع OlimpBase.org (الإنجليزية)
- شانتال شود دي سيلانز سجل أولمبياد الشطرنج للسيدات على موقع OlimpBase.org (الإنجليزية)